# 峡州
峡州（峽州、きょうしゅう）あるいは硤州（こうしゅう）は、中国にかつて存在した州。南北朝時代から明初にかけて、現在の湖北省宜昌市一帯に設置された。

## 概要
南朝梁のときに置かれた宜州を前身とする。西魏のときに拓州と改められ、北周のときに硤州と改められた。
隋の大業初年に硤州は夷陵・夷道・遠安の3県を管轄した。607年（大業3年）に州が廃止されて郡が置かれると、硤州は夷陵郡と改称された。
621年（武徳4年）、唐が蕭銑を平定すると、夷陵郡は硤州と改められた。742年（天宝元年）、硤州は夷陵郡と改称された。758年（乾元元年）、夷陵郡は硤州と改称された。硤州は山南東道に属し、夷陵・宜都・長陽・遠安・巴山の5県を管轄した。
宋のとき、峡州は荊湖北路に属し、夷陵・宜都・長陽・遠安の4県を管轄した。
1280年（至元17年）、元により峡州は峡州路と改められた。峡州路は河南江北等処行中書省に属し、夷陵・宜都・長陽・遠安の4県を管轄した。1364年、朱元璋により峡州路は峡州府と改められ、同年のうちに峡州に降格された。
1376年（洪武9年）、明により峡州は夷陵州と改称された。夷陵州は湖広省に属し、長陽・宜都・遠安の3県を管轄した。
1735年（雍正13年）、清により夷陵州は宜昌府と改められた。宜昌府は湖北省に属し、直属の東湖県および帰州の長陽・興山・巴東・長楽の合わせて1州5県を管轄した。